# Aeroportul Ciudad de Catamayo
Aeroportul Ciudad de Catamayo (IATA: LOH, ICAO: SECA) este un aeroport din Catamayo⁠(d), Loja⁠(d), Ecuador ce deservește zona Loja. Aeroportul a fost tranzitat în 2018 de 56.832 de pasageri.
Situat la o altitudine de 1.236 m, aeroportul dispune de 1 pistă.

## Infrastructură

### Piste
Aeroportul dispune de o singură pistă. Pista are orientarea 06/24. 